# Goldene Kamera 2004
Die Verleihung der Goldenen Kamera 2004 fand am 4. Februar 2004 im Konzerthaus am Gendarmenmarkt in Berlin statt. Es war die 39. Verleihung dieser Auszeichnung. Das Publikum wurde durch Andreas Wiele (Vorstand Zeitschriften, Axel Springer AG) begrüßt. Die Moderation übernahm Thomas Gottschalk. An der Veranstaltung nahmen etwa 1000 Gäste teil. Die Verleihung wurde am 6. Februar 2004 um 21:15 Uhr auf dem Fernsehsender ZDF übertragen. Die Leser wählten in der Kategorie Beste Kindersendung – die Klassiker ihren Favoriten.

## Preisträger

### Beste deutsche Schauspielerin
- Nicolette Krebitz

Weitere Nominierungen:
Suzanne von Borsody
Dagmar Manzel

### Bester deutscher Schauspieler
- Michael Mendl

Weitere Nominierungen:
Armin Rohde
Christoph Waltz

### Pop national
- Jeanette Biedermann

### Bester deutscher Fernsehfilm
- Das Wunder von Lengede (Sat.1)

Weitere Nominierungen:
Im Schatten der Macht (ARD)
Annas Heimkehr (BR, Arte, ORF)

### Bester Nachwuchs-Schauspieler
- Louis Klamroth (Lilli Palmer & Curd Jürgens Gedächtniskamera)

### Beste Kindersendung – die Klassiker
- Augsburger Puppenkiste (Hörzu-Leserwahl)

### Bester TV-Entertainer
- Stefan Raab

### TV-Jubiläum
- Iris Berben

### TV-Dokumentation
- Guido Knopp

### Auszeichnungen für internationale Gäste

#### Film international
- Jack Nicholson
- Sylvester Stallone

#### Pop international
- Craig David

#### BesterTestimonial-TV-Spot
- Naomi Campbell

#### Ehrenpreis
- Tony Curtis